# Cándido Aguilar
Cándido Aguilar Vargas (Rancho Palma, Veracruz; 2 de febrero de 1889 - Ciudad de México, 20 de marzo de 1960) fue un militar mexicano que participó en la Revolución mexicana.

## Inicios y maderismo
Sus padres fueron Eustaquio Aguilar y Melita Vargas. Realizó sus estudios primarios en su lugar natal, y pronto trabajó en el Rancho de San Ricardo, propiedad de su tío Silvestre Aguilar. Sus primeros pasos políticos los dio dentro del maderismo, aunque desde antes había sido lector del periódico Regeneración. Perteneció al Partido Antireeleccionista y junto con Enrique Bordes Mangel, Vicente Escobedo, Severino Herrera, Pedro y Clemente Gabay y otros, firmó el Plan Revolucionario de San Ricardo, el 14 de junio de 1910. En noviembre del mismo año combatió en las cercanías de Coscomatepec; luego participó en la toma de Córdoba el 11 de mayo de 1911, como parte de las fuerzas de Gabriel Gavira. Una vez triunfante el movimiento, Madero lo confirmó como oficial “irregular”. En Veracruz combatió al movimiento felicista, pero sobre todo combatió a los rebeldes antimaderistas en Morelos (zapatistas), Durango y Coahuila (orozquistas).

## Constitucionalismo
Al iniciarse la Decena Trágica quedó a las órdenes de Victoriano Huerta para atacar la Ciudadela. Al sobrevenir el desenlace logró escapar a Guatemala, de ahí a Estados Unidos, desde donde se internó al país para aliarse al constitucionalismo, en mayo. Al principio combatió en el norte, pero luego Carranza lo envió al sureste, designándolo comandante militar de Veracruz. Al frente de la Primera División de Oriente del Ejército Constitucionalista tomó, entre otras plazas, Ozuluama, Tantoyuca, Tamiahua y Tuxpan, donde estableció la Capital del Gobierno Revolucionario Local, impuso un gravamen a todas las propiedades de los mexicanos y también a las compañías petroleras, que se quejaron de la extorsión ante Carranza. Fue ascendido a General Brigadier por la Oposición que tomó ante el Almirante Frank Friday Fletcher respecto a la cuestión de los pozos petroleros, donde secuestró a familiares de los extranjeros para negociar con ellos. Fue llamado por Carranza para hacerle corte marcial, pero logró ser perdonado. Otros importantes combates fueron los de Valles, Huejutla, Cazones, Tecolutla, Gutiérrez Zamora, Papantla, Misantla y Xalapa. 
En 1914 fue nombrado Gobernador de Veracruz, puesto que ocupó hasta 1916. Antes, a finales de 1914, influyó, junto con Isidro Fabela en la desocupación del Puerto y la evacuación de las tropas norteamericanas: ambos pronunciaron candentes discursos. Expidió importantes y revolucionarias leyes en el estado: la Primera Ley del Trabajo en toda la República y la Ley referente a Navíos, según la cual, los tripulantes de barcos mercantes Mexicanos debían ser Nacionales.
En el gabinete de Venustiano Carranza ocupó la Secretaría de Relaciones Exteriores, del 13 de marzo al 30 de noviembre de 1916, y del 4 de febrero al 10 de noviembre de 1918. En ese cargo abogó y abanderó la neutralidad del gobierno de México en la Guerra de 1914. Al responder a la solicitud de EU para perseguir a Villa por el ataque a Columbus, se entendió como que se aceptaba ésta y fue entonces que la expedición de Pershing entró al país. En 1919 fue embajador confidencial en varias potencias. Durante el Congreso Constituyente fue diputado por Veracruz y fue su primer vicepresidente. Antes, en octubre de 1914, fue representado en la Convención de Aguascalientes por Carlos Prieto, pero apoyó a Venustiano Carranza contra las disposiciones de la convención, que desconocían a Carranza como jefe y pedían su dimisión.

## Período Posrevolucionario, lucha electoral y deceso

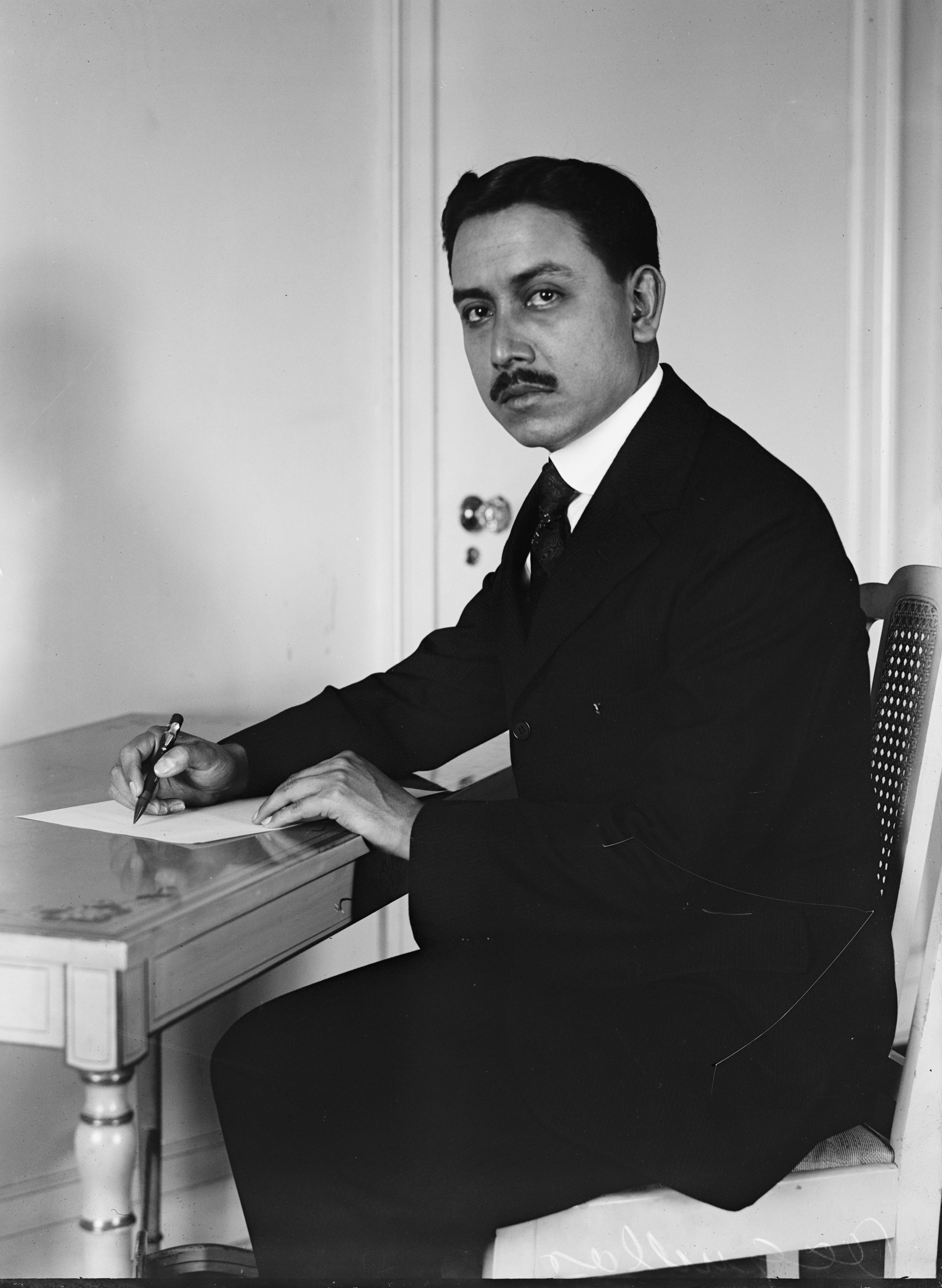
Cándido Aguilar en 1919

A la muerte de Carranza se vio en la imperiosa necesidad de abandonar el país, pues además de formar parte de su familia –recientemente se había convertido en su yerno al casarse con Virginia Carranza Salinas además de ser hombre de confianza de este– no reconoció el Plan de Agua Prieta de Obregón, que se negaba a que Carranza impusiera a su sucesor. Partió para Estados Unidos pero más tarde regresó a México, y para 1923 se adhirió al movimiento delahuertista, operando en el Sureste. Exiliado de nuevo, regresó al país en 1939, gracias a la amnistía concebida por Lázaro Cárdenas. Fue diputado y senador por Veracruz después de una reñida deliberación con Darío Ojeda y Pous.
En 1949 el entonces presidente Alemán lo nombró comandante de la Legión de Honor. Tres años después, en los años finales del alemanismo en la presidencia, Cándido Aguilar no dudó en criticar al presidente de la república por algunas de sus acciones corruptas y su influencia en las contiendas electorales. Fundó entonces el Partido de la Revolución, con cerca de 30 000 afiliados principalmente de las regiones de Veracruz y Tamaulipas, que buscó contender en las elecciones de 1952, para reivindicar los ideales de la Revolución mexicana. Depuso su candidatura a favor de Henríquez Guzmán y de la Federación de Partidos del Pueblo de México, junto con otras organizaciones como el Partido Constitucionalista Mexicano, de Francisco J. Múgica y el mismo Partido Comunista, en su contienda contra Adolfo Ruiz Cortines, candidato del PRI la presidencia. Ese año se consumó un gran fraude electoral que levantó grandes protestas que fueron sangrientamente reprimidas. El gobierno del presidente Miguel Alemán lo mandó a encarcelar en la prisión de Allende, bajo cargos de disolución social. Después fue exiliado a Cuba. Murió el 20 de marzo de 1960.

## Vida familiar
Fue yerno de Venustiano Carranza pues estuvo casado con Virginia Carranza Salinas con quien procreó 3 hijos: Virginia, Abelardo -quien falleció en un accidente automovilístico en el puerto de Veracruz en 1949- y Venustiano Aguilar Carranza, este último murió súbitamente en México D.F. debido a una afección cardiaca en 1962.